# Залізничне (Полтава)
Залізни́чне — історична місцевість, селище в Подільському районі Полтави. Інші назви — селище Залізничників, Клімовка.
Селище розташоване, в межиріччі Ворскли і Коломаку — на лівому березі Ворскли між річкою і залізницею Полтава — Кременчук.
Селище виникло одночасно з початком будівництва залізниці у напрямку Харків — Кременчук. З перших днів експлуатації залізниці виникла необхідність в ремонті рухомого складу. З цією метою на станції Полтава почалося будівництво паровозоремонтних майстерень, які були відкриті 15 березня 1871 року. Разом зі станцією і майстернями поруч виникло селище залізничників.
Адміністративно селище входить до складу Подільського району міста. Орган місцевого самоврядування — селищний комітет.
Сьогодні в селищі Залізничників проживає понад 3000 мешканців. Всього домоволодінь 622. Забудова — переважно приватні одно-двоповерхові будинки.
До селища Залізничників ходять міські автобуси № 11 (1 лікарня — Залізничників), № 42 (Залізничників — Гетьмана Сагайдачного— Огнівка — 1 лікарня — Центр — Залізничників) і № 13 (Критий Ринок — Лісок). До селища можна дістатися також будь-яким громадським транспортом, що прямує з центру міста в напрямку Південного залізничного вокзалу.